# Coppa Italia 2024-2025 (hockey su pista)
La Coppa Italia 2024-2025 è stata la 55ª edizione della principale coppa nazionale italiana di hockey su pista. La competizione ha avuto luogo con la formula del torneo a eliminazione diretta dal 21 gennaio al 16 marzo 2025. Le semifinali e la finale sono state disputate presso il PalaDante di Trissino .
Il trofeo è stato conquistato dal Trissino per la terza volta nella sua storia.

## Squadre partecipanti
| Qualificazione                                   | Club            |
| ------------------------------------------------ | --------------- |
| 1ª classificata in Serie A1 nel girone di andata | Trissino        |
| 2ª classificata in Serie A1 nel girone di andata | Forte dei Marmi |
| 3ª classificata in Serie A1 nel girone di andata | Amatori Lodi    |
| 4ª classificata in Serie A1 nel girone di andata | Follonica       |
| 5ª classificata in Serie A1 nel girone di andata | Bassano         |
| 6ª classificata in Serie A1 nel girone di andata | Valdagno        |
| 7ª classificata in Serie A1 nel girone di andata | HRC Monza       |
| 8ª classificata in Serie A1 nel girone di andata | Grosseto        |

## Risultati

### Tabellone
|  | Quarti di finale | Quarti di finale | Quarti di finale |              |              | Semifinali      | Semifinali | Semifinali |  |  | Finale | Finale   | Finale |
|  |                  |                  |                  |              |              |                 |            |            |  |  |        |          |        |
|  | 1                | Trissino         | 5                |              |              |                 |            |            |  |  |        |          |        |
|  | 8                | Grosseto         | 2                |              |              |                 |            |            |  |  |        |          |        |
|  | 8                | Grosseto         | 2                |              | 1            | Trissino        | 4          |            |  |  |        |          |        |
|  |                  |                  |                  |              | 1            | Trissino        | 4          |            |  |  |        |          |        |
|  |                  | 5                | Bassano          | 2            |              |                 |            |            |  |  |        |          |        |
|  | 4                | 5                | Bassano          | 2            | Follonica    | 3               |            |            |  |  |        |          |        |
|  | 4                |                  |                  |              | Follonica    | 3               |            |            |  |  |        |          |        |
|  | 5                | Bassano          | 8                |              |              |                 |            |            |  |  |        |          |        |
|  |                  |                  |                  |              |              |                 |            |            |  |  | 1      | Trissino | 5      |
|  |                  |                  | 3                | Amatori Lodi | 1            |                 |            |            |  |  |        |          |        |
|  | 2                | Forte dei Marmi  | 4                |              |              |                 |            |            |  |  |        |          |        |
|  | 7                | HRC Monza        | 2                |              |              |                 |            |            |  |  |        |          |        |
|  | 7                | HRC Monza        | 2                |              | 2            | Forte dei Marmi | 3          |            |  |  |        |          |        |
|  |                  |                  |                  |              | 2            | Forte dei Marmi | 3          |            |  |  |        |          |        |
|  |                  | 3                | Amatori Lodi     | 4            |              |                 |            |            |  |  |        |          |        |
|  | 3                | 3                | Amatori Lodi     | 4            | Amatori Lodi | 5               |            |            |  |  |        |          |        |
|  | 3                |                  |                  |              | Amatori Lodi | 5               |            |            |  |  |        |          |        |
|  | 6                | Valdagno         | 3                |              |              |                 |            |            |  |  |        |          |        |

### Quarti di finale
| Arbitri: | Alfonso Rago (Giovinazzo) Marco Rondina (Vercelli) |

|                                                                                 |            |                                             |
| L. Giovannetti 17'57" A. Faccin 24'10" 35'11" P. Nájera 26'52" D. Nadini 27'57" | Marcatori  | 18'33" 20'21" T. Sanches 23'552 A. Borregan |
| P. Bresciani                                                                    | Allenatori | L. Chiarello                                |

| Arbitri: | Simone Brambilla (Agrate Brianza) Louis Hyde (Breganze) |

|                                                                           |            |                                     |
| A. Pereira Morais 0'52" 36'15" A. Malagoli 25'23" J. Méndez 34'33" 46'17" | Marcatori  | 1'062 P. Saavedra 7'48" F. Barragan |
| T. Sousa                                                                  | Allenatori | M. Mariotti                         |

| Arbitri: | Ulderico Barbarisi (Salerno) Carlo Iuorio (Salerno) |

|                                                          |            |                                       |
| F. Ambrosio 2'37" A. Borgo 31'29" 44'46" F. Rossi 39'27" | Marcatori  | 21'00" F. Bielsa 49'17" M. Galimberti |
| M. De Gerone                                             | Allenatori | I. Jaquierz                           |

| Arbitri: | Massimiliano Carmazzi (Viareggio) Luca Molli (Viareggio) |

|                                                     |            |                                                                                                   |
| D. Banini 24'22" M. Pagnini 25'50" F. Banini 33'38" | Marcatori  | 2'33" 17'07" 44'17" 48'38" G. Riba 4'46" I. Silva 38'08" 48'22" J. Galbas 47'24" J. Tamborindegui |
| S. Silva                                            | Allenatori | A. Bertolucci                                                                                     |

### Semifinali
| Arbitri: | Andrea Davoli (Modena) Matteo Galoppi (Follonica) |

|                                           |            |                                                            |
| F. Ipiñazar 4'50" E. Torner 27'37" 46'43" | Marcatori  | 5'10" A. Faccin 19'57" 43'25" P. Nájera 49'37" F. Compagno |
| M. De Gerone                              | Allenatori | P. Bresciani                                               |

| Arbitri: | Simone Brambilla (Agrate Brianza) Alessandro Eccelsi (Novara) |

|                                                    |            |                                |
| A. Malagoli 16'24" 25'57" 29'12" D. Gavioli 49'40" | Marcatori  | 9'18" J. Galbas 27'19" G. Riba |
| T. Sousa                                           | Allenatori | A. Bertolucci                  |

### Finale
| Arbitri: | Massimiliano Carmazzi (Viareggio) Joseph Silecchia (Giovinazzo) |

|                                                                        |           |                    |
| J. Méndez 7'31" 47'59" A. Pereira Morais 13'56" G. Cocco 34'52" 48'30" | Marcatori | 47'26" F. Compagno |

| Trissino    |    |                        |
|             |    |                        |
| P           | 1  | Stefano Zampoli        |
| E           | 6  | Andrea Malagoli        |
| E           | 7  | Giulio Cocco           |
| E           | 66 | Jordi Méndez           |
| E           | 71 | Davide Gavioli         |
| E           | 54 | Andrea Fantozzi        |
| E           | 57 | Reinaldo García Mallea |
| E           | 74 | Alvaro Pereira Morais  |
| P           | 10 | Bruno Sgaria           |
| P           | 17 | João Pinto             |
| Allenatore: |    |                        |
| Tiago Sousa |    |                        |

| Amatori Lodi        |    |                     |
|                     |    |                     |
| P                   | 12 | Valentín Grimalt    |
| E                   | 5  | Alessandro Faccin   |
| E                   | 7  | Pablo Nájera        |
| E                   | 63 | Morgan Antonioni    |
| E                   | 77 | Francesco Compagno  |
| E                   | 4  | Lorenzo Giovannetti |
| E                   | 9  | Filipe Fernandes    |
| E                   | 44 | Davide Nadini       |
| E                   | 68 | Liam Bozzetto       |
| P                   | 49 | Riccardo Porchera   |
| Allenatore:         |    |                     |
| Pierluigi Bresciani |    |                     |